# Kanton Colombes-2
Der Kanton Colombes-2 ist seit 2015 ein französischer ein französischer Wahlkreis für die Wahl des Départementrats im Arrondissement Nanterre, im Département Hauts-de-Seine und in der Region Île-de-France. Sein Bureau centralisateur befindet sich in Colombes. 

## Gemeinde
Der Kanton besteht aus drei Gemeinden und Gemeindeteilen mit insgesamt 72.942 Einwohnern (Stand: 1. Januar 2022) auf einer Gesamtfläche von 4,79 km²:
| Gemeinde            | Einwohner 1. Januar 2022 | Fläche km² | Dichte Einw./km² | Code INSEE | Postleitzahl |
| ------------------- | ------------------------ | ---------- | ---------------- | ---------- | ------------ |
| Bois-Colombes       | 29.376                   | 1,92       | 15.300           | 92009      | 92009        |
| Colombes            | 13.738                   | 1,09       | 12.604           | 92025      | 92700        |
| La Garenne-Colombes | 29.828                   | 1,78       | 16.757           | 92035      | 92250        |
| Kanton Colombes-2   | 72.942                   | 4,79       | 15.228           | 9211       | –            |

1. ↑   Nur der südliche Teil der Gemeinde, der Rest gehört zum Kanton Colombes-1.